# Liander
Liander is een Nederlands nutsbedrijf dat het elektriciteitsnet en het hoge en lagedruk aardgasnet in een deel van Nederland beheert. Liander is de grootste regionale netbeheerder in Nederland. Het bedrijf beheert het regionale energienetwerk in de provincies Gelderland en Noord-Holland en in grote delen van Flevoland, Friesland en Zuid-Holland.

## Geschiedenis

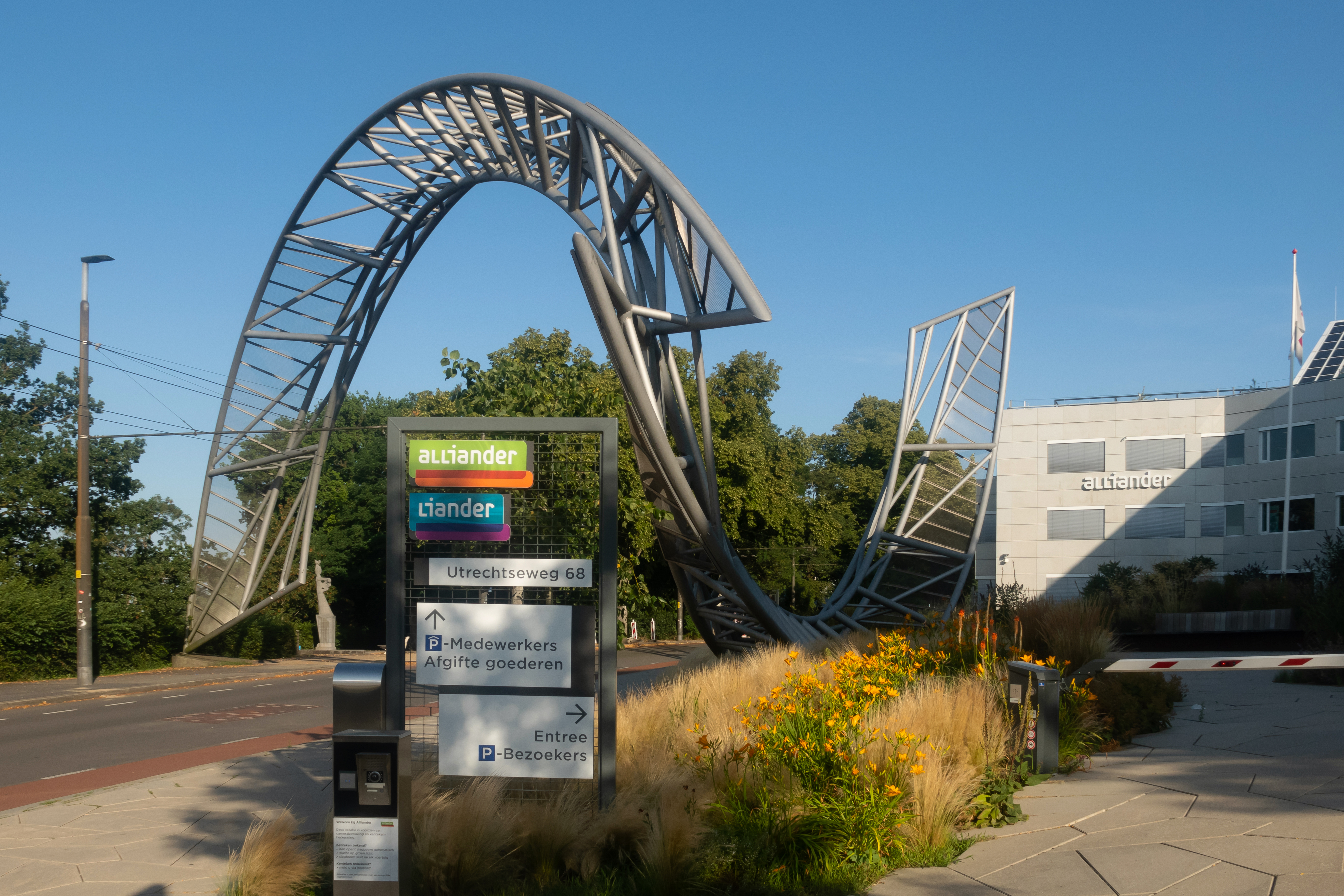
Kantoorgebouw Liander in Arnhem

Liander stond bekend onder de naam Continuon netbeheer. Thans is het een bedrijfsonderdeel van het netwerkbedrijf Alliander. Onder Alliander vallen ook Qirion, dat zich richt op aanleg en onderhoud van complexe energie-infrastructuren (voorheen Nuon Tecno), en Kenter, dat zich richt op energiemeting en energiemanagement.
In navolging van de bepalingen van de Wet onafhankelijk netbeheer is Liander in juli 2008 afgesplitst van de (toenmalige) Nuon-groep en ging vanaf 12 november 2008 als onafhankelijke regionale netbeheerder door onder de nieuwe naam Liander. Nuon ging verder als productie- en leveringsbedrijf, inmiddels onder de naam Vattenfall. 

## Activiteiten
Liander verzorgt de distributie van elektriciteit en aardgas in een derde van Nederland. Het is met name actief in de provincies Gelderland, Flevoland, Friesland, Noord-Holland en delen van Zuid-Holland. Alliander had in 2020 bijna 6000 werknemers en 5,8 miljoen klantenaansluitingen. Het beheert ongeveer 92.000 kilometer elektriciteitskabel en 42.000 km gasleiding.
De Nederlandse netbeheerders, Liander, Enexis en Stedin, hebben met het energietransport, de aansluitdienst en de meetdienst een exclusieve, wettelijke taak. Zij kunnen niet zelf de prijzen vaststellen van deze diensten. De toezichthouder Autoriteit Consument en Markt (ACM) stelt het toegestane tarief vast.